# Guilherme da Marca do Norte
Guilherme (morte em 10 de setembro de 1056) foi marquês da Marca do Norte de 1051 até sua morte. Ele era o filho mais velho e sucessor de Bernardo, sua mãe era a filha ilegítima de Vladimir I de Quieve. Ele morreu lutando contra os eslavos próximo à Prizlawa.